# Kupferzell
Kupferzell là một thị xã nhỏ nằm ở huyện Hohenlohekreis thuộc bang Baden-Württemberg, Đức. Thị trấn được đặt theo tên của con sông Kupfer chảy qua nó. Nơi đây giáp với Künzelsau về phía bắc và giáp với Schwäbisch Hall về phía nam.